# Эп (Эна)
Эп (фр. Eppes) — коммуна во Франции, находится в регионе Пикардия. Департамент коммуны — Эна. Входит в состав кантона Лан-2. Округ коммуны — Лан.
Код INSEE коммуны — 02282.

## Население
Население коммуны на 2010 год составляло 411 человек.
| 1962 | 1968 | 1975 | 1982 | 1990 | 1999 | 2010 |
| ---- | ---- | ---- | ---- | ---- | ---- | ---- |
| 320  | 289  | 290  | 373  | 359  | 349  | 411  |

## Экономика
В 2010 году среди 278 человек трудоспособного возраста (15—64 лет) 221 были экономически активными, 57 — неактивными (показатель активности — 79,5 %, в 1999 году было 69,1 %). Из 221 активных жителей работали 194 человека (98 мужчин и 96 женщин), безработных было 27 (14 мужчин и 13 женщин). Среди 57 неактивных 11 человек были учениками или студентами, 28 — пенсионерами, 18 были неактивными по другим причинам.